# Équipe cycliste Philippe Wagner-Bazin
L'équipe cycliste Philippe Wagner-Bazin est une équipe cycliste belge, ayant le statut d'équipe continentale entre 2022 et 2024. Elle fusionne en 2025 avec l'équipe ProTeam Bingoal WB pour devenir Wagner-Bazin WB.

## Histoire de l'équipe
L'équipe est créée début 2022 sous l’impulsion du manager et ancien coureur cycliste Geoffrey Coupé. Elle a pour but de donner l’opportunité aux jeunes coureurs de se tester face aux équipes professionnelles lors d’épreuves 1.1 où 1.pro. La structure continentale est la continuité de l’équipe cycliste Mons Borinage au pays créée par Sébastien Fontaine et Geoffrey Coupé. En 2023, elle court sous le nom Matériel-vélo.com.
En 2024, elle est renommée Philippe Wagner-Bazin après la fusion entre l'équipe continentale belge Matériel-vélo.com et le club amateur français Philippe Wagner Cycling.

## Principales victoires
Lors de sa première saison, l’équipe réalise une campagne honorable gagnant notamment l’interclub Gand-Staden par l’intermédiaire de Stijn Siemons et une étape du Tour cycliste international de la Guadeloupe via Ivan Centrone. Sur les autres courses du calendrier, l’équipe se montre offensive participant à de nombreuses échappées télévisées.
En 2023, le Luxembourgeois Alexandre Kess enlève une nouvelle étape du Tour cycliste international de la Guadeloupe.

### Courses par étapes
- Ronde de l'Oise : 2024 (Pierre Barbier)

## Classements UCI
L'équipe participe aux épreuves des circuits continentaux et en particulier de l'UCI Europe Tour. Le tableau ci-dessous présente les classements de l'équipe sur ce circuit, ainsi que son meilleur coureur au classement individuel.
UCI Europe Tour
| UCI Europe Tour | UCI Europe Tour        | UCI Europe Tour                           | UCI Europe Tour |
| Année           | Classement par équipes | Meilleur coureur au classement individuel |                 |
| --------------- | ---------------------- | ----------------------------------------- | --------------- |
| 2022            | 83e                    | Alexandre Kess (648e)                     |                 |
| 2023            | 90e                    | -                                         |                 |
|                 |                        |                                           |                 |
| Source : UCI    |                        |                                           |                 |

L'équipe est également classée au Classement mondial UCI qui prend en compte toutes les épreuves UCI et concerne toutes les équipes UCI.
| Classement mondial | Classement mondial     | Classement mondial                        | Classement mondial |
| Année              | Classement par équipes | Meilleur coureur au classement individuel |                    |
| ------------------ | ---------------------- | ----------------------------------------- | ------------------ |
| 2022               | 140e                   | Alexandre Kess (866e)                     |                    |
| 2023               | 171e                   | Alexandre Kess (1676e)                    |                    |
| 2024               | 70e                    | Pierre Barbier (294e)                     |                    |
|                    |                        |                                           |                    |
| Source : UCI       |                        |                                           |                    |

## Philippe Wagner-Bazin en 2024
Effectif
| Cycliste              | Date de naissance | Nationalité | Équipe 2023                                                           |  |
| --------------------- | ----------------- | ----------- | --------------------------------------------------------------------- |  |
| Pierre Barbier        | 25 septembre 1997 | France      | CIC U Nantes Atlantique                                               |  |
| Rudy Barbier          | 18 décembre 1992  | France      | St Michel - Auber93                                                   |  |
| Sean Bero             | 24 juillet 1998   | Belgique    | Urbano Vulsteke (clubs amateurs)                                      |  |
| Quentin Bezza         | 24 mars 1998      | France      | SCO Dijon Matériel-vélo (clubs amateurs)                              |  |
| Alan Boileau          | 25 juin 1999      | France      | B&B Hotels - KTM                                                      |  |
| Théo Bonnet           | 18 septembre 2001 | Belgique    | Matériel-vélo.com                                                     |  |
| Thomas Devaux         | 29 janvier 1997   | France      | St Michel - Auber93                                                   |  |
| Enrico Dhaeye         | 2 février 2001    | Belgique    | Matériel-vélo.com                                                     |  |
| Alexis Guérin         | 6 juin 1992       | France      | Bingoal WB                                                            |  |
| Alexandre Kess        | 8 août 2003       | Luxembourg  | Matériel-vélo.com                                                     |  |
| Gwen Leclainche       | 10 mars 2000      | France      | Philippe Wagner Cycling (club amateurs)                               |  |
| Stefano Museeuw       | 19 mai 1997       | Belgique    | Van Rysel - Roubaix                                                   |  |
| Thibaut Ponsaerts     | 15 octobre 1999   | Belgique    | Basso Team Flanders (clubs amateurs)                                  |  |
| Kasper Saver          | 23 septembre 2001 | Belgique    | Philippe Wagner-Bazin (clubs amateurs)                                |  |
| Tristan Scherpenbergh | 14 avril 1999     | Belgique    | Matériel-vélo.com                                                     |  |
| Jens Vandenbogaerde   | 3 novembre 1991   | Belgique    | Wielerteam Decoeck-Van Eyck-Van Mossel- Devos Capoen (clubs amateurs) |  |
| Mathias Vanoverberghe | 29 mars 1998      | Belgique    | Wielerteam Decoeck-Van Eyck-Van Mossel- Devos Capoen (clubs amateurs) |  |

Victoires
| Victoires | Victoires                                                 | Victoires           | Victoires | Victoires      | Victoires |
| Date      | Course                                                    | Pays                | Classe    | Vainqueur      |           |
| --------- | --------------------------------------------------------- | ------------------- | --------- | -------------- | --------- |
| 27 janv.  | 2e étape, Sharjah Tour                                    | Émirats arabes unis | 2.2       | Pierre Barbier |           |
| 31 janv.  | 5e étape, Sharjah Tour                                    | Émirats arabes unis | 2.2       | Pierre Barbier |           |
| 26 avr.   | 2e étape du Tour de Bretagne                              | France              | 2.2       | Alexis Guérin  |           |
| 1 juin    | 3e étape de la Ronde de l'Oise                            | France              | 2.2       | Pierre Barbier |           |
| 2 juin    | 4e étape de la Ronde de l'Oise                            | France              | 2.2       | Pierre Barbier |           |
| 2 juin    | Classement général, Ronde de l'Oise                       | France              | 2.2       | Pierre Barbier |           |
| 24 août   | 1re étape du Tour cycliste international de la Guadeloupe | France              | 2.2       | Quentin Bezza  |           |
| 28 août   | 5e étape du Tour cycliste international de la Guadeloupe  | France              | 2.2       | Quentin Bezza  |           |